# 2003年列支敦斯登修憲公投
2003年3月14日在列支敦斯登舉行有關列支敦斯登親王王權的修憲公投。此修憲公投有兩個問題：一者為王侯倡議，另一者為憲法和平倡議。前者由 64.32% 有效票支持通過，後者由83.44%有效票反對而被否決。
王侯倡議詢問選民是否同意列支敦斯登親王擴大解散政府、推薦法官、否決法案的權力。
憲法和平倡議詢問選民是否同意包含限制列支敦斯登親王權力的修憲內容。英國廣播公司表示此修憲公投的整體結果使列支敦斯登成為一 「君主專制國家」。在2012年12月歐洲委員會的威尼斯委員會對修憲內容分析發表一綜合報告，表達這些修憲內容不符合歐洲的民主標準。列支敦斯登親王漢斯·亞當二世威脅要離開列支敦斯登並在奧地利維也納流亡，假設選民要由憲法和平倡議限制他的權力。

## 結果

### 王侯倡議
| 選項                  | 得票數 | 得票率（%） |
| --------------------- | ------ | ----------- |
| 支持                  | 9,412  | 64.3        |
| 反對                  | 5,221  | 35.7        |
| 無效票／白票          | 212    | –           |
| 總票數                | 14,845 | 100         |
| 註冊選民數／投票率    | 16,932 | 87.7        |
| 來源: Nohlen & Stöver |        |             |

### 憲法和平倡議
| 選項                  | 得票數 | 得票率（%） |
| --------------------- | ------ | ----------- |
| 支持                  | 2,394  | 16.6        |
| 反對                  | 12,065 | 83.4        |
| 無效票／白票          | 386    | –           |
| 總票數                | 14,845 | 100         |
| 註冊選民數／投票率    | 16,932 | 87.7        |
| 來源: Nohlen & Stöver |        |             |